# Régiment de La Marche (1684-1762)
Pour les articles homonymes, voir Régiment de La Marche (homonymie).
Le régiment de La Marche est un régiment d’infanterie du royaume de France créé en 1684 et licencié en 1762.

## Création et différentes dénominations
- 31 août 1684[1] : création du régiment de La Marche
- 25 novembre 1762 : le régiment est licencié

## Colonels et mestres de camp
- 15 septembre 1684 : Armand Charles de Gontaut, marquis de Biron, puis duc de Biron, brigadier le 3 janvier 1696, maréchal de camp le 29 janvier 1702, lieutenant général des armées du roi le 26 octobre 1704, maréchal de France le 14 juin 1734, † 23 juillet 1756
- 15 février 1702 : Alexandre Thomas du Bois de Fiennes, chevalier de Givry, puis bailli de Givry, brigadier le 29 mars 1710, maréchal de camp le 1er février 1719, lieutenant général des armées du roi le 1er août 1734, † 25 août 1744
- 1719 : Louis Philippe Thibault de La Carte, appelé marquis de la Ferté, † 1780
- 1er juillet 1731 : Jean Charles de Senneterre, marquis de Senneterre, brigadier le 1er février 1719, maréchal de camp le 20 février 1734, lieutenant général des armées du roi le 18 octobre 1734, maréchal de France le 24 février 1757, † 23 janvier 1771
- 10 mars 1734 : Charles Bernardin Godefroy Gigault, marquis de Bellefonds, brigadier le 1er janvier 1740, déclaré maréchal de camp en novembre 1744 par brevet du 10 mai, † 20 janvier 1747
- 6 juin 1741 : Vincent Judes, comte de Saint-Pern, puis marquis de Saint-Pern, brigadier le 20 février 1743, déclaré maréchal de camp le 1er juin 1745 par brevet du 1er mai, déclaré lieutenant général des armées du roi en décembre 1748 par pouvoir du 10 mai, † 8 mars 1761
- 26 mai 1745 : Louis de Drummont, comte de Melfort, brigadier le 1er mai 1758, maréchal de camp le 20 février 1761
- 3 mars 1747 : Jean-Baptiste Donatien de Vimeur, comte de Rochambeau, brigadier le 23 juillet 1756, maréchal de camp le 20 février 1761
- 7 mars 1759 : chevalier de Chastellux

## Historique des garnisons, combats et batailles du régiment
- 1685 : en garnison à Marsal
- Guerre de Succession d'Espagne

15 novembre 1703: bataille de Spire
En 1733, Stanislas Leczinski avait été élu roi de Pologne. L'Autriche et la Russie s'opposèrent à l'élévation du beau-père de Louis XV, firent réunir une nouvelle diète qui donna la couronne à l'électeur de Saxe, et envoyèrent en Pologne une armée qui eut bientôt forcé Stanislas à se renfermer dans la ville de Dantzig, où il fut aussitôt assiégé. C'est la guerre de Succession de Pologne.

On jeta les hauts cris à la cour de France, et le cardinal de Fleury se vit obligé de faire quelque chose pour calmer l'irritation des partisans de la guerre.
Ainsi en 1734, le régiment de La Marche participe, avec les régiments de Périgord et de Blaisois à la défense de Dantzig. Lors de la reddition de la ville, il est fait prisonnier et envoyé en Russie.

## Drapeaux
3 drapeaux dont un blanc colonel et 2 d’ordonnance, « jaunes, bleux, rouges & feuilles mortes par bandes croisées dans les quarrez, & croix blanches »

Drapeaux d’ordonnance
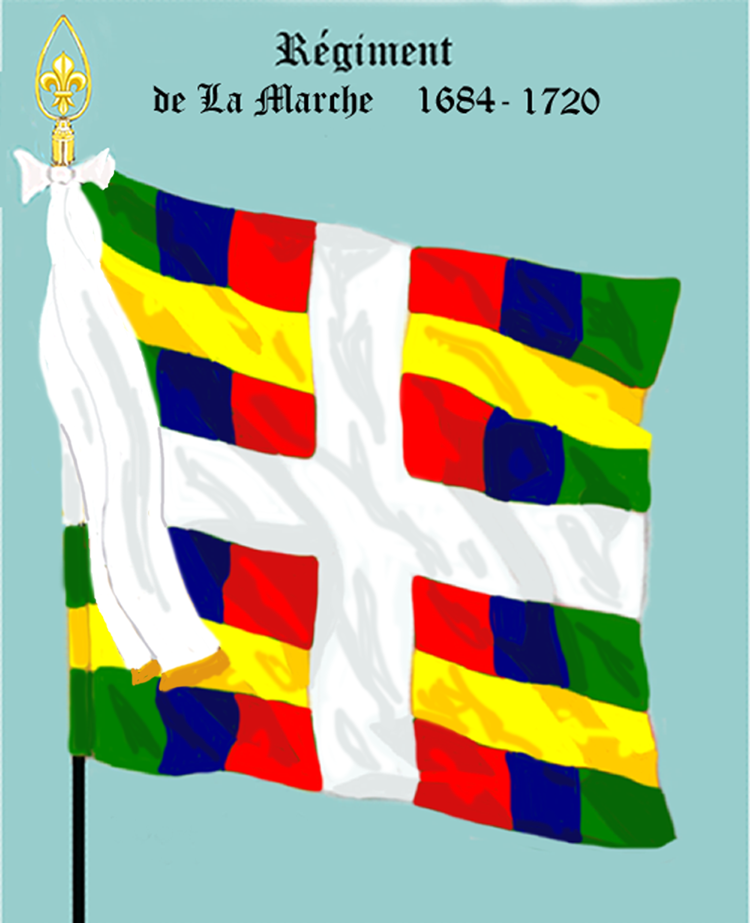
régiment de La Marche de 1684 à 1720
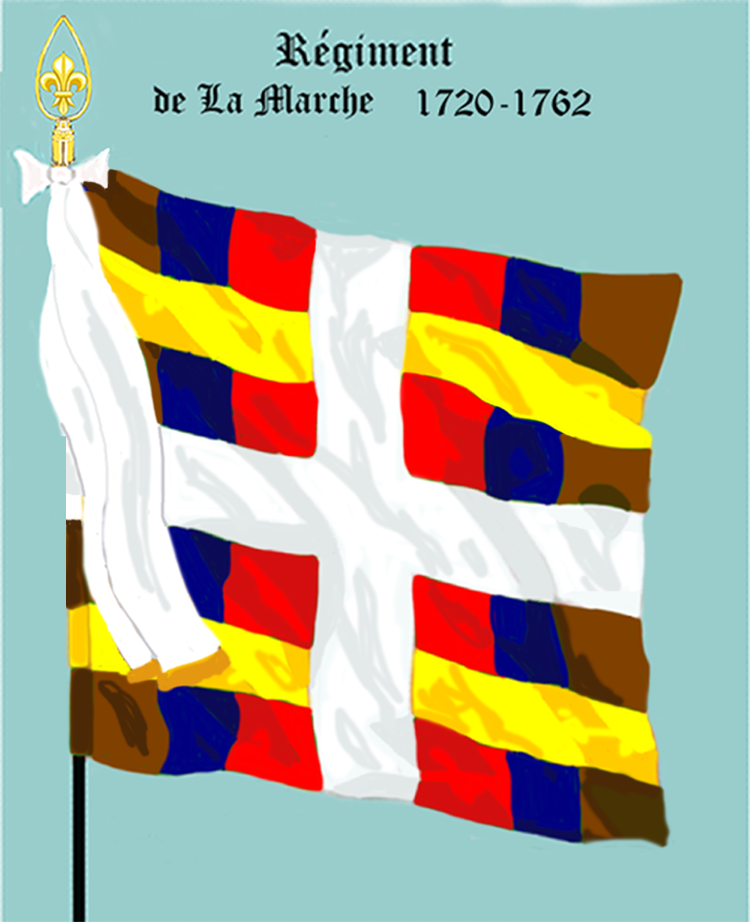
régiment de La Marche de 1720 à 1762

## Habillement
« Habit & culotte blanches, veste, collet & parements rouges, boutons jaunes, pattes ordinaires garnies de cinq boutons, trois sur la manche, chapeau bordé d’or ».

Uniformes
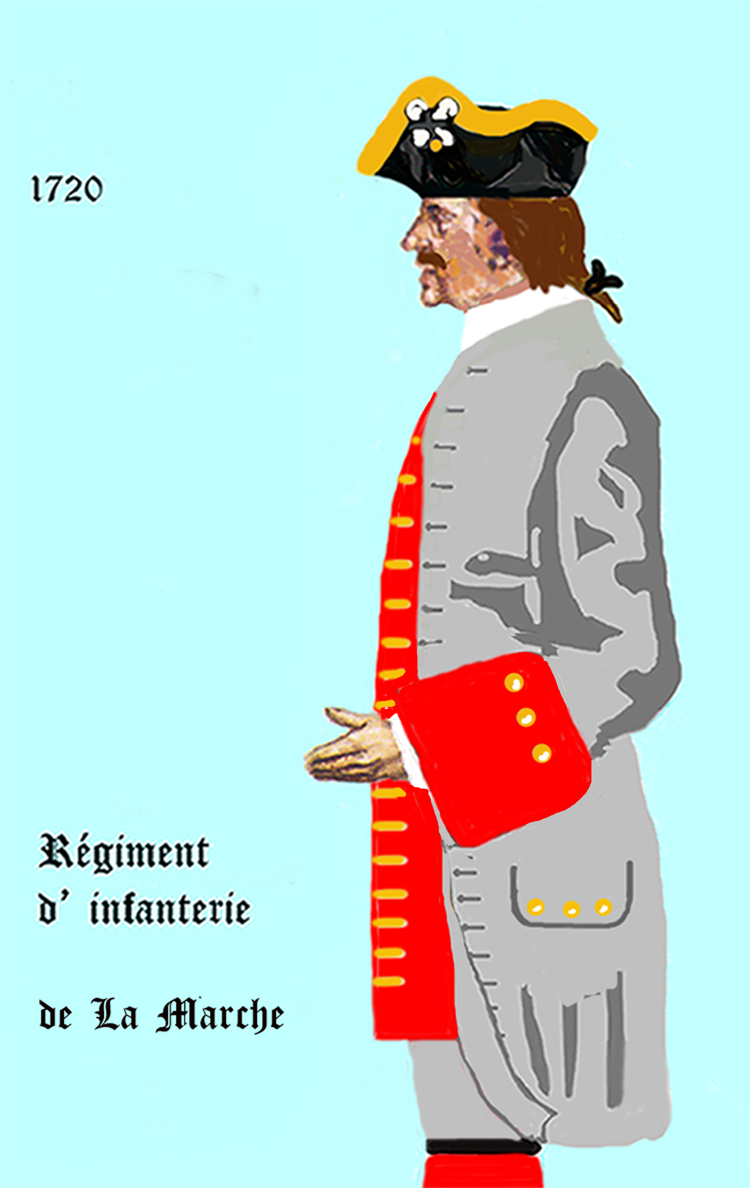
régiment de La Marche de 1720 à 1734
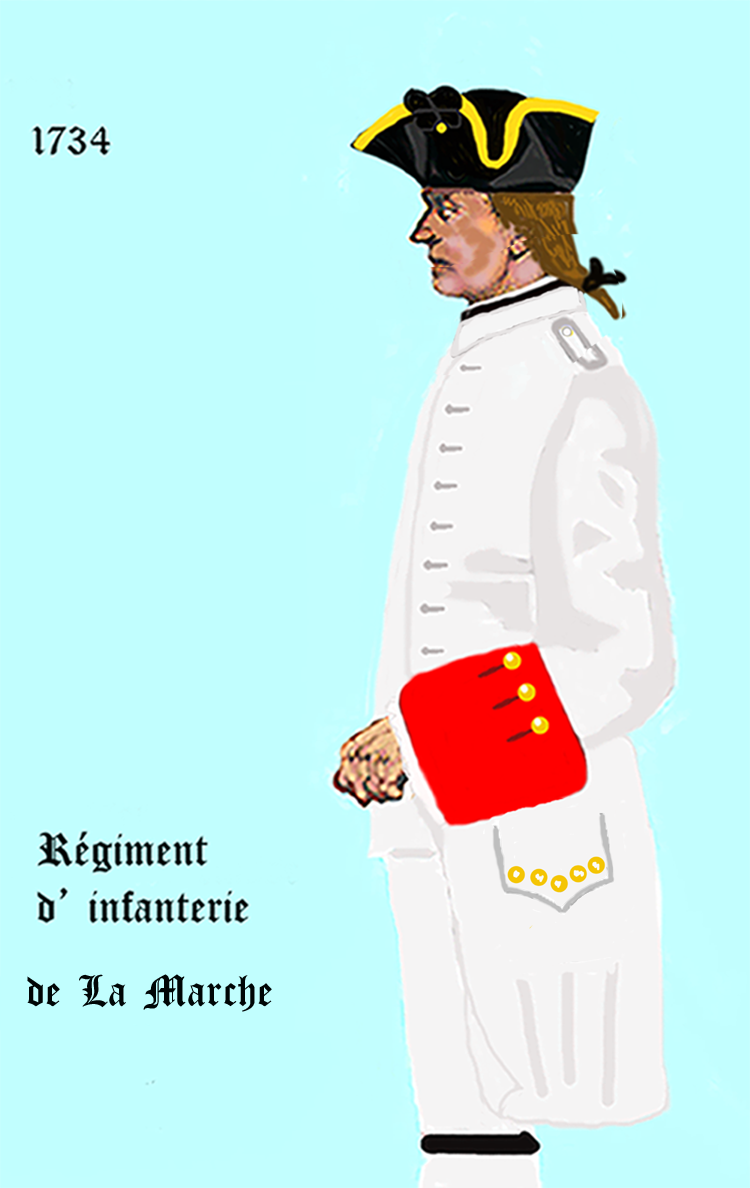
régiment de La Marche de 1734 à 1762